# Makalata obscura
Makalata obscura is een zoogdier uit de familie van de stekelratten (Echimyidae). De wetenschappelijke naam van de soort werd voor het eerst geldig gepubliceerd door Wagner in 1840.

## Voorkomen
De soort komt voor in Brazilië.